# هوه يونغ مو
هوه يونغ مو (مواليد 21 أبريل 1965) هو ملاكم كوري جنوبي، مثّل بلاده في الألعاب الأولمبية الصيفية 1984.

## روابط خارجية
هوه يونغ مو على موقع أوليمبيديا (الإنجليزية)